# Béji Caïd Essebsi
Mohammed Béji Caïd Essebsi, ou el-Sebsi (em árabe: محمد الباجي قائد السبسي, translit. Muhammad al-Bājī Qā’id as-Sibsī, pronúnciaⓘ; Sidi Bou Saïd, 29 de novembro de 1926 — Tunes, 25 de julho de 2019), foi um advogado, diplomata e político tunisiano que serviu como o 6.º presidente da Tunísia de 2014 até à data de sua morte em 2019.
Ele foi decano da Ordem dos Advogados da Tunísia e Ministro das Relações Exteriores no governo do presidente Habib Burguiba. Ele também foi presidente da Câmara dos Deputados, durante o regime de Ben Ali, entre 1990 e 1991.
Serviu como primeiro-ministro de 27 de fevereiro a 24 de dezembro de 2011, após a renúncia de Mohamed Ghannouchi, no contexto da Revolução de Jasmim que depôs o presidente Ben Ali, tendo sido sucedido por Hamadi Jebali após a realização de eleições. Foi eleito presidente de seu país em 21 de dezembro de 2014, assumindo o cargo dez dias depois.
Em 22 de dezembro de 2014, os resultados oficiais das eleições presidenciais mostraram que Essebsi venceu o seu candidato rival Moncef Marzouki por 55,68% dos votos na primeira eleição presidencial da Tunísia após a Revolução de Jasmim, em 2011. Após o fechamento das urnas no dia anterior, Essebsi disse na televisão local que dedicava sua vitória aos "mártires da Tunísia".
Essebsi morreu em 25 de julho de 2019, aos 92 anos, cinco meses antes de seu mandato terminar. Posteriormente, a comissão eleitoral anunciou que seu sucessor seria eleito antes da data original: 17 de novembro. Por fim, a eleição foi remarcada para 15 de setembro. Isso aconteceu porque a Constituição da Tunísia estipula que novas eleições devem ser realizadas dentro de 90 dias no caso de morte do presidente. O presidente da Assembleia dos Representantes do Povo, Mohamed Ennaceur, servirá como presidente interino durante esse período.